# João-corta-pau
Noitibó-ruivo ou joão-corta-pau (Antrostomus rufus) é um bacurau que ocorre da Costa Rica à Bolívia e Argentina e grande parte do Brasil. A espécie chega a medir até 28 centímetros de comprimento, possuindo ainda um corpo robusto e cauda alongada que, nos machos, apresenta duas nódoas branco-amareladas. Também conhecida como maria-faz-angu.

## Subespécies
São reconhecidas cinco subespécies:
- Antrostomus rufus minimus (Griscom & Greenway, 1937) – ocorre do sul da Costa Rica até o norte da Colômbia, norte da Venezuela, Trinidad e ilhas Bocas (Monos, Huevos e Chacachacare).
- Antrostomus rufus otiosus (Bangs, 1911) – ocorre no nordeste da ilha de Santa Lúcia nas pequenas Antilhas no Caribe;
- Antrostomus rufus rufus (Boddaert, 1783) – ocorre do sul da Venezuela até as Guianas e no Brasil;
- Antrostomus rufus rutilus (Burmeister, 1856) – ocorre no sul do Brasil, leste da Bolívia, Paraguai e no nordeste da Argentina;
- Antrostomus rufus saltuarius (Olrog, 1979) – ocorre no noroeste da Argentina e possivelmente no sudeste da Bolívia.